# 自殺の方法
自殺の方法（じさつのほうほう）は人が自殺を成し遂げる、つまり意図的に自分の生涯を終わらせるための手法である。

## 自殺の方法を研究する目的
自殺の方法の研究 (自殺学、英: suicidology) は、一般的に用いられる自殺の手法や、自殺リスクのある集団の同定を目的としている。自殺の方法を利用しにくくすれば、自殺の防止に有用である可能性がある。農薬や火器といった自殺手段の利用の制限は世界保健報告で推奨されている。精神障害や物質使用障害の早期特定、自殺未遂者の追加治療、メディアの責任ある報道はいずれも自殺による死亡数減少の重要な要因であると見なされている。自殺防止への包括的かつ組織的な対応を行うことによる、国の自殺予防の戦略も提唱されている。対応策には自殺や自殺未遂の登録やモニタリングを含める必要があり、その内訳は年齢や性別、自殺の方法で分類すべきである。
そのような情報があれば、公衆衛生リソースを特定の場所や所与の集団で関連する問題に集中させることが可能になる。たとえば、ある場所で多数の自殺に火器が使用されていれば、公衆衛生政策を銃の安全の問題に集中させることができる。例として、銃を施錠して管理し、鍵を自殺のリスクのある家族が入手できない場所に保管するといったものが挙げられる。

## メディアによる自殺の方法についての報道
メディアによる自殺で使用された方法についての報道は、世界保健機関 (WHO)、政府の衛生行政機関、大学、AP通信社から強く反対されている。自殺の手口や自殺者の個人的特徴について詳細に説明することは模倣自殺の発生に寄与する。マスメディアが個別の自殺の事例を劇的に描写したり不適切に説明したりすることは、特に10代の若者による模倣自殺と関連している。ある研究によれば、報道機関の自殺の報じ方が変化したことで、特定の手段での自殺が減少した。
メディア報道のガイドラインは一般人が投稿するメディアを含むインターネット上のコンテンツにも適用すべきという見解もある。記者、自殺防止グループ、インターネット・セーフティのNPOによって作成されたThe Recommendations for Reporting on Suicide (直訳すると「自殺についての報道への勧告」) では、自殺についての電話相談や、自殺のリスク要因についての情報といったリソースへリンクすること、多面的である治療可能な健康問題として自殺を報道することが推奨されている。

## 手段の制限
手段の制限 (英: method restriction, lethal means reduction) は、自殺による死者数を短・中期的に減少させる効果的な方法である。手段の制限による自殺の防止は説得力のある根拠で支持されたベストプラクティスであると考えられている。この種の対策の中には、橋に障害物を設置する、ガスの毒性を減らすなど、政府や産業界、公益事業による活動が必要なものもある。個人レベルでできる簡単な対策としては、危機的状況が終わるまで信頼の置ける友人や家族に火器を保管するように頼むといったものがある。自殺の手段が利用できる状態を制限しないようにすることは非倫理的であると考えられている。
制限される手段が一般的である場合や、直接的な代替手段で利用できるものがない場合、手段の制限は自殺率全般に対して最大の効果を発揮する。制限される手段が一般的でない場合や、代替手段が容易に利用できる場合、手段の制限は個別の事例では有効になり得るが、一国における自殺者数の大規模な減少には至らない。
最初に選択した手段が利用できなくなったときに、異なる自殺の手段が代替として選択される可能性が考えられる (英: method substitution)。多くの事例では、最初に選択した手段が制限されると、代替手段を見つけようとしなくなる。一般的な手段が制限される (たとえば、家庭用ガスの毒性を低減するなど) 場合、全般的な自殺率は長年にわたって抑制される可能性がある。最初に選択した手段が利用不可能になると、代替手段としてより致死性の低いものが選択され、結果として自殺による死者数が減少する傾向が出る可能性がある。
カーブカット効果 (障害者のために設計された技術はすべての人にとって有用になるという現象) の例に、自殺に関係しない変化も手段の制限として機能することが挙げられる。駅のプラットフォームへのホームドアの設置や、家庭用ガスの石炭ガスから天然ガスへの切り替え、銃規制法などがこの例に当たる。どれも自殺の減少に役立っているが、本来は自殺防止とは異なる目的で導入されたという経緯がある。

## 自殺の方法の一覧

### 首吊り
首吊りとは、紐状のものを首に巻き、それを固定することで自分の体重によって首を圧迫し窒息死する方法であり、自殺の方法として一般的である。死因は窒息や頸部の骨折のどちらかとなる。首吊りを試みると半数は死に至る。
天井など身長より高いところに紐を固定するイメージが強いが、実際にはドアノブや椅子の背もたれのように低い位置に紐を固定する方法でも可能である。
首吊りは貧しく産業化に至っていない社会で広く見られる自殺の手段であり、都市部よりも農村地域でより一般的である。
首吊りは伝統的な中国文化で最も一般的な自殺の手法だった。そのような死を迎えたことに伴う恨みにより、その人の霊魂が生者を苦しめることができるようになると信じられていたためである。中国文化では、首吊りによる自殺は女性による復讐の手段として用いられた。また、権力のない役人による抗議の手段でもあった。中国人はしばしば礼儀正しく正装して厳かに首吊りに臨んだ。

### 中毒
自殺はシアン化水素のような効果が現れるのが速い毒ないしは人体への毒性が高いことが知られている物質を使用することによっても行われうる。例えば、宗教的セクトの教祖であるジム・ジョーンズが1978年にジアゼパムとシアン化物の混合物を飲むことによる集団自殺を組織的に行ったとき、ジョーンズタウンの人びとのほとんどが死亡した。十分な量のベラドンナ科の植物、トウゴマ、ナンヨウアブラギリ、その他のようないくつかの植物もまた有毒である。有毒植物を使った服毒自殺は通常進行するのが遅く、比較的苦痛が大きい。
一部の国では農薬の使用が最も一般的に使用される自殺の方法である。

#### 農薬

自殺者の死因のうちの農薬中毒の割合

2006年現在、全世界の自殺者のおよそ30%は農薬中毒で死亡していた。しかし、農薬中毒による自殺の採用率は地域によって顕著に異なり、ヨーロッパでは0.9%しかないが、太平洋地域ではおよそ50%にまで及ぶ。アメリカ合衆国では、農薬中毒による自殺は年間12件ほど発生する。中国の農村地域では、農業用化学物質中毒による自殺は女性の間で非常に一般的であり、中国では大きな社会問題として見なされている。
多くの国では、手段の制限は中毒による自殺を減少させるのに効果的な方法となっている。フィンランドでは、1960年代にパラチオンの使用を規制したところ、数年間のうちに中毒関係による自殺件数と自殺全般による死者数の両方が急減し、その後もゆるやかに減少した。スリランカでは、ヘキサクロルヘキサヒドロメタノベンゾジオキサチエピンオキサイドが禁止されると、農薬中毒による自殺件数と自殺全般の件数の両方が減少した。これらの農薬の禁止により、20年間にわたって自殺による死者数全体の70%が削減され、9万3千人の人命が救われた。韓国では、パラコートという農薬の禁止だけで農薬中毒による自殺件数が半減し、自殺全般の件数も減少した。

#### 薬物の過剰摂取
イギリス (イングランドとウェールズ) では2013年ごろまで、薬物の過剰摂取が女性の間で最も一般的な自殺の方法だった。服毒は自殺未遂の件数の中で最も高い割合を占める。鎮痛剤の過剰摂取による自殺企図は最も一般的であり、これは処方箋無しで店頭で買える薬であるため簡単に入手できることが原因である。アセトアミノフェンは世界中で最も広く使用される鎮痛剤であり、過剰摂取による自殺企図にも一般的に使用される。アセトアミノフェン中毒は急性肝不全の一般的な原因である。アメリカ合衆国では、自殺企図の約60%、自殺による死の14%で薬物の過剰摂取が関連する。
薬物の過剰摂取は死ぬ権利を支持する組織のメンバーがしばしば最初に選択する手段である。Exit Internationalのメンバー内での投票では、89%が薬物の接種は、プラスチックの袋に不活性ガスを導入することによる窒息 (スーサイド・バッグ)、一酸化炭素生成装置の使用、ターミナル・セデーションよりも好ましいと考えていることが判明した

#### 一酸化炭素中毒
一酸化炭素中毒による死は通常、低酸素症が原因である。一酸化炭素は簡単に利用できるため使用される。自殺を試みて生き延びると、記憶喪失などが発生する可能性がある。
一酸化炭素は無色・無臭の気体であり、その存在を見た目や臭いから検出することはできない。血中で優先的にヘモグロビンと結合し、酸素分子と置き換わって血中から徐々に酸素が失われる。最終的に細胞呼吸が阻害され、死に至る。一酸化炭素はその場に居合わせた人や遺体を発見しうる人に対して非常に危険であり、フィリップ・ニチケといった死ぬ権利の提唱者は一酸化炭素の使用に反対している。
空気質の規制や触媒式排気ガス浄化装置の登場以前は、一酸化炭素中毒による自殺はしばしば、車庫などの閉鎖空間で自動車のエンジンをかけたり、自動車の排気ガスをホースで車内に引き込んだりするといった手段が用いられた。排気ガスには一酸化炭素が最大25%含まれる可能性があった。しかし、すべての自動車に触媒式排気ガス浄化装置が設置されるようになると、一酸化炭素の発生量は99%以上減少している。
炭を燃やすことによる自殺は一酸化炭素中毒を引き起こすことで死に至る。元は香港で使用された手法であり、後に日本にも広まった。日本では火鉢や七輪を密閉した空間で使用するという方法がとられた。2001年までに、日本での自殺死者数の25%がこの方法で占められていた。香港では2番目に一般的な自殺の方法になっており、他国でも増加の傾向にある。

#### 他の毒物
19世紀末のイギリスでは、消毒剤として使用されていたフェノールを使用しての自殺が、他のいかなる毒物を用いたものよりも多かった。フェノールの販売に規制がなかったためである。1893年には、アゼルスタン・ブラクストン・ヒックスら検視官たちがフェノールの販売の禁止を要請した。
1960年から1980年にかけて、家庭用ガスを用いての自殺率が減少した。対策として致死性が低いガスへの切り替えが進んだためである。

### 銃火器

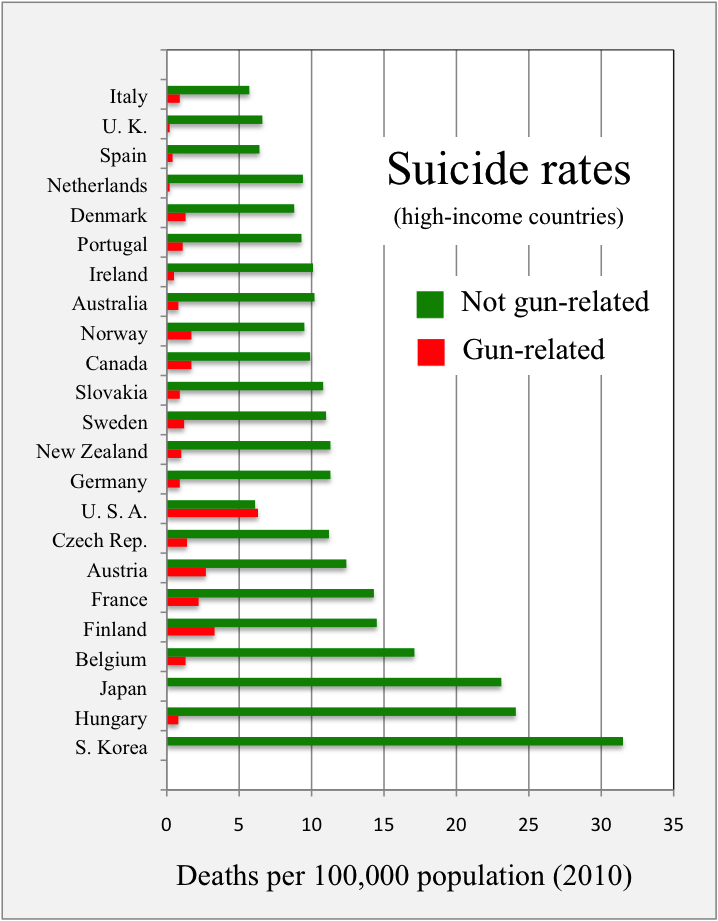
高所得のOECD諸国における2010年の銃に関係する自殺率と銃に関係しない自殺率の比較。自殺件数の累計の順番で並んでいる。アメリカ合衆国はOECD諸国の中で唯一、銃に関係する自殺率が銃に関係しない自殺率を上回っていた。

アメリカ合衆国では、火器による自殺が最も死に至らしめている自殺の手段である。そのため、2017年現在、火器の使用が自殺による主要な死因になっている。世界的には、自殺に火器が広く使用されているかは大きく異なり、その国の文化において火器がどの程度受容され、入手しやすいかによって変わる。自殺における火器の使用率はオーストラリアでは10%以下だが、火器が自殺の方法として最も一般的であるアメリカ合衆国では50.5%にもなる。
側頭骨への銃撃を受けて生き延びると、硬膜下血腫、頭部の異物、気脳症、脳脊髄液漏出症を引き起こす可能性がある。また、頭蓋内の後期合併症として、側頭葉膿瘍や髄膜炎、失語症、半盲、片麻痺を患う可能性がある。

#### 銃規制
集団レベルで銃を入手しにくくすると、火器による自殺のリスクが減少する。火器の使用、購入、取引を規制する法律をより厳格にすると、全体的に自殺の死亡者数を減らす。火器が入手しやすくなると、自殺リスクが増加する。
銃規制は銃のある家に住む人々による自殺を減少させる主要な方法である。防止策には、すべての火器を銃保管庫に施錠して保管する、銃にロック機構を備え付けるといった単純な方策もある。銃販売店の中には、サービスとして一時的な保管庫を提供するところもある。信頼の置ける友人や家族が危機的状況が終わるまで銃の保管を申し出るという方法もある。
アメリカ合衆国では、火器は殺人に使用されることよりも、自殺に使用されることの方が多い。1999年のカリフォルニア州と銃による死についての研究によると、火器を購入すると自殺によって死亡しやすくなる。銃を購入してから長くて1週間ほどで、火器による自殺が目に見えて増加し始め、6年間以上増加を続ける。
アメリカ合衆国は先進国では自殺件数と銃の流通する数がどちらも最多であり、銃の保有数が増加すると火器の使用が関係する自殺の件数も増加する。2004年の米国科学アカデミーによる報告によると、家庭での火器保有数の推定値と銃による自殺率の相関が認められた。しかし、ハーバード大学の2名の研究者による研究では、家庭での火器の保有と銃による自殺率の間に統計的に有意な相関は認められなかった。ただし、5歳から14歳の児童の自殺には相関が認められた。別の研究によると、銃の普及率は15歳から24歳の人の65歳から84歳の人の自殺率と正の相関があったが、25歳から64歳の人の自殺率との相関は認められなかった。アメリカ合衆国で実施されたケースコントロール研究では、自宅での銃の保有と自殺リスクの増加との間に一貫して相関性が示された。特に自宅に銃弾の込められた銃がある場合に相関が見られた。数多くの生態学的および時系列研究においても、銃の保有率と自殺率との間に正の相関が見られた。この相関性は銃に関係する自殺と自殺全般にのみ存在する傾向にあり、火器の関係しない自殺には相関する傾向はなかった。2013年のレビューによると、研究では銃の保有と銃に関係する自殺とは一貫して相関が認められ、例外は少数しかなかった。2016年の研究では、銃の保有と男性の銃に関係する自殺および自殺全般の双方の間に正の相関が認められたが、女性の自殺全般との間に相関性は認められなかった。銃の保有は女性の銃に関係する自殺にのみ強く相関した。1980年代および1990年代前半では、青年期の銃による自殺に強い増加の傾向が見られ、また、75歳以上の人の自殺全般が急峻に増加した。2014年のシステマティックレビューおよびメタ解析によれば、火器の入手しやすさは自殺リスクの増加と相関が見られた。
2006年の研究によれば、オーストラリアでは銃規制が導入 (en:National Firearms Agreement) された後、火器に関係する自殺が加速的に減少した。同研究では、他の自殺の方法への代替化が進んだ根拠は見られなかった。カナダでの複数の研究では、銃による自殺は銃規制後に減少したが、首吊りなどの方法での自殺は増加し、全般的な自殺率は変化しなかった。同様に、ニュージーランドで実施された研究では、銃による自殺は規制が強化された後に減少したが、全般的な自殺率は変化しなかった。ニュージーランドでのケースコントロール研究では、家庭での銃の保有は銃による自殺と相関したが、自殺全般とは相関しなかった。著者はこの発見を非常に厳格な火器保管法と、ニュージーランドでは拳銃の保有がほとんど広まっていないことに由来するとした。カナダの研究では、州ごとの銃の保有率には州全般の自殺率との関係性が見られなかった。2020年の研究でも、州の火器保有率と州の全般的な自殺率との間に相関性は見られなかった。

### 高所からの飛び降り
高所の窓やバルコニー、屋上、崖、ダム、橋などのような危険な場所からの飛び降りは、一部の国ではしばしば用いられる自殺の方法である。飛び降り自殺の名所としては、アメリカ合衆国のゴールデン・ゲート・ブリッジやフランスのエッフェル塔、ナイアガラの滝がある。飛び降り自殺を試みて生き延びると、麻痺や内臓の損傷、骨折といった深刻な結果になる可能性がある。
アメリカ合衆国では、飛び降りは自殺の方法として最も一般的でない (2005年では、すべての自殺の報告のうちの2%以下を占めた)。ニュージーランドでは、グラフトン橋で厳重にフェンスを設置したところ、自殺率が大幅に減少した。
香港では飛び降りは最も一般的な自殺の方法である。2006年では、報告された自殺全体のうちで52.1%を飛び降りが占めていた。2006年以前も同様の割合だった。香港大学自殺研究予防センターは、飛び降りが特に自殺の方法として選ばれる理由は、香港では高層建築物に簡単に入ることができるためである可能性があるとしている。

### 一般性の低い方法

#### 自傷
刃物を用いての自傷による自殺は手首に対する自傷が比較的に一般的であり、ナイフが事前に入手できるかが重要な因子となっている。表皮を傷つける程度のためらい傷を作る自傷を数回繰り返してから致死的な自傷に及ぶことが多い。手首を自傷することによる自殺は、その多くは死に至ることなく終わるため、この方法による実際の死亡数はかなり低い。
自殺を企図して手首を自傷すると、しばしば正中神経や尺骨神経、橈骨動脈、長掌筋、橈側手根屈筋の損傷を伴う。そのような負傷は手の機能に深刻な影響を及ぼす可能性がある。仕事や趣味ができなくなることで、さらに自殺を企図するリスクを増加させる。

#### 溺死
溺死による自殺は水または他の液体に意図的に自分を沈め、呼吸を阻み、脳から酸素を奪う行為である。身体には空気を求めて浮き上がろうとする自然な傾向があるため、溺死の試みはこの反射行動を乗り越えるためにしばしば重いものを使用することを伴う。自殺者の血液中の二酸化炭素の濃度が上がると、中枢神経系から呼吸筋へと収縮をさせようとする不随意の信号が送られ、その人物は水中で呼吸をするときのような筋肉の動かし方をしてしまう。酸素の濃度が脳細胞を維持できないほどに低くなると、通常死が生じる。
アメリカ合衆国では、溺死による自殺は全自殺のうちの2%以下を占め、自殺を試みた人の約半数が死亡する。

#### 断食・脱水
飲食拒否 (英: Voluntary Stopping Eating and Drinking: VSED)は終末期患者の間でしばしば採用されている。飲食拒否は安楽自殺として言及されることがある。
断食による自殺はヒンドゥー教や仏教、ジャイナ教の行者や在家信者が儀式的な手法として実施してきた。ヒンドゥー教ではprayopavesa、仏教では即身仏、ジャイナ教ではサンターラーとして知られている。カタリ派の間でもconsolamentumの秘跡を受けた後に断食を行っていた。この断食は道徳的に完全な状態で死亡することを目的としている。
脱水によって死亡するには数日から数週間かかる可能性がある。脱水による自殺は他の多くの自殺の方法とは異なり、衝動的に達成することはできない。終末期患者で脱水による自殺を試みて死亡した人は、普通は死亡する前に意識を失っており、せん妄や血清ナトリウムの異常も起きている可能性がある。
終末期患者による脱水での自殺は医師が介助する自殺と比較して、自己決定性、利用しやすさ、職業上のインテグリティ、社会的意味の観点で大きな優位性を有すると評する見解がある。患者は治療を拒否する権利を有し、患者に水を飲むことを強制する行為は暴行と見なされうるが、医師が単に致死性薬物の提供を拒否するだけではそのようには見なされない。しかし、人道的な自死の方法という点で固有の欠点もある。ホスピスの看護師に対するある調査によると、看護師がケアした患者の中で、断食や脱水による自殺を選んだ人数は、医師が介助する自殺を選んだ人数の約2倍だった。また、断食や脱水は医師が介助する自殺よりも苦痛が少なく、より平穏であると評価しているという。しかし、別の文献では脱水には大きな苦痛をもたらす副作用があると言及しており、副作用には発作、肌のひび割れや出血、盲目、吐き気などが挙げられている。

#### 交通機関の利用
自殺の方法として、高速で走行する自動車の進路上や道路、鉄道のレールの上で、横たわったり身を投げたりするといったものがある。ときには自動車に乗って鉄道のレール上に乗り上げるという方法がとられる場合もある。

##### 鉄道・地下鉄

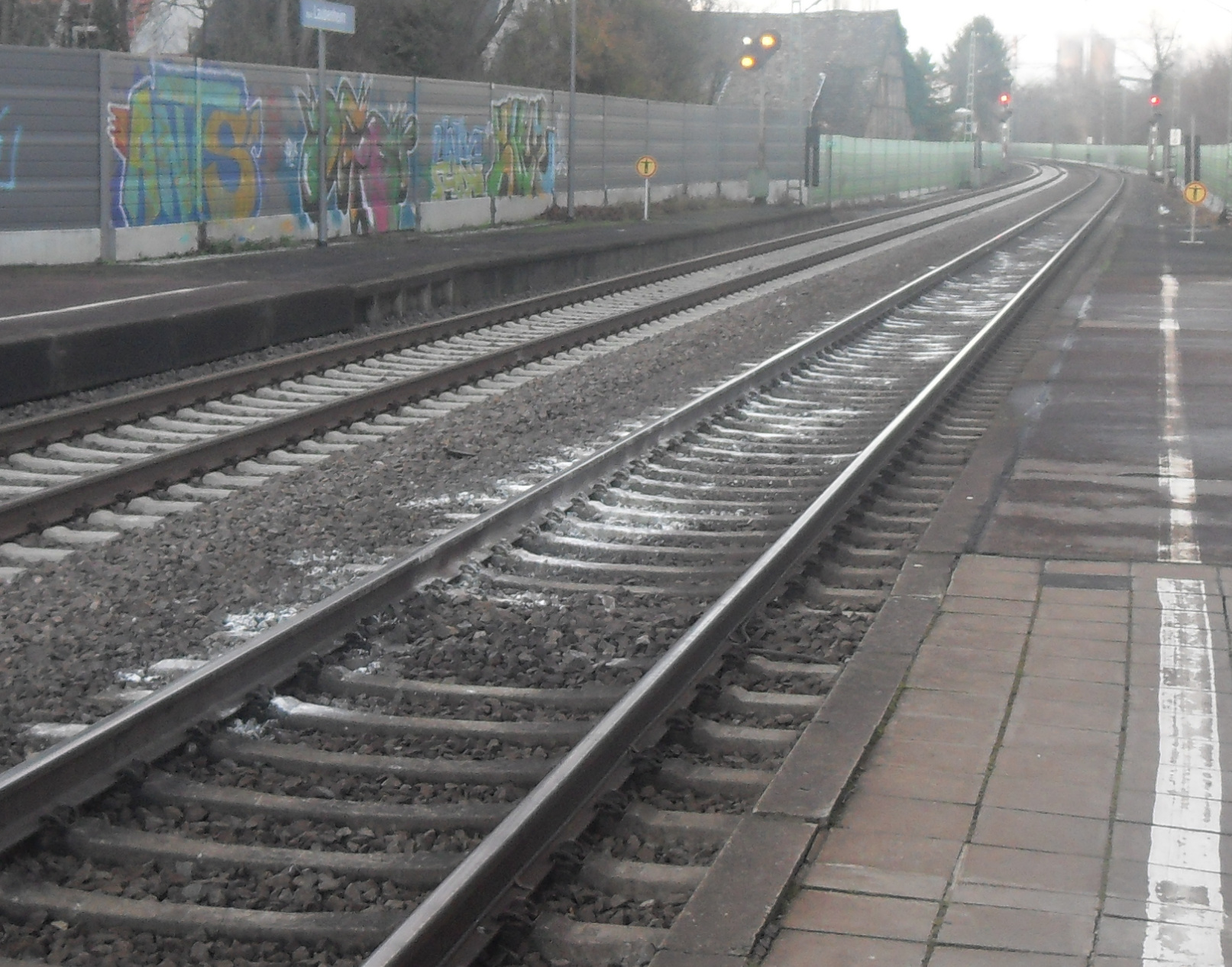
マインツ・ラウベンハイムで自殺があった後にレール上に石灰を散布した様子。

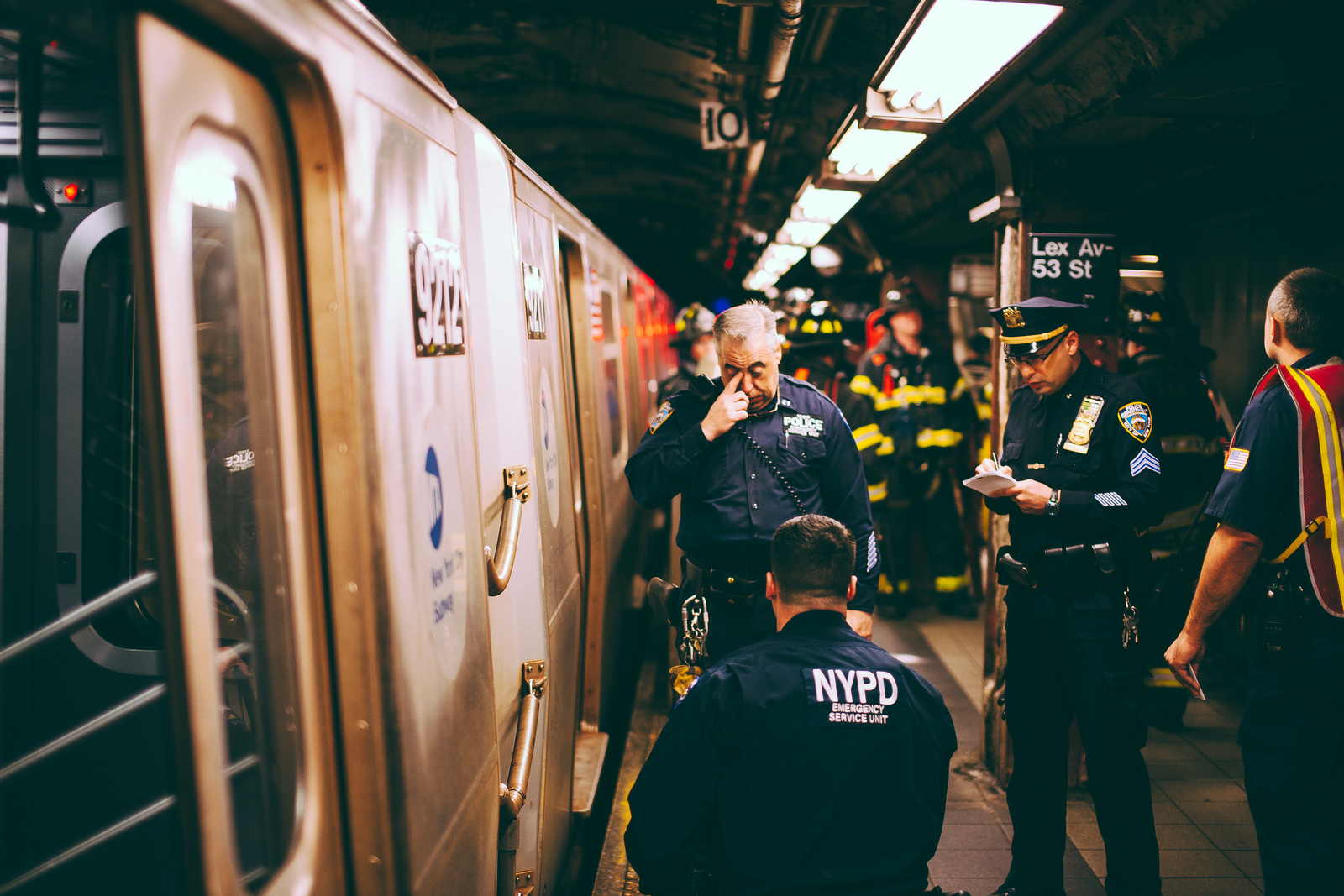
ニューヨーク市警察緊急出動部隊がレキシントン・アベニュー-53丁目/51丁目駅のプラットフォームで発生した自殺を捜査する様子。

地上の鉄道軌道で、列車が簡単には停止できない速度で近付いているときに、軌道上に横たわったり立ちふさがったりするといった方法がとられる場合がある。この種の自殺は列車の運転手に心的外傷をもたらす可能性がある。

##### 日本
日本の鉄道では、毎年多数の自殺が発生している。列車での自殺は社会問題と見なされており、比較的規模の大きい都市では特に問題視されている。鉄道の運行スケジュールが中断し、朝のラッシュアワーに自殺が起こると、大勢の通勤者が遅刻してしまうためである。生命保険会社は共通して列車での自殺に対しては保険金の支払いを拒絶している (他の方法で自殺した場合は普通は支払われる) が、鉄道での自殺は収まっていない。新幹線での自殺は滅多に起きない。これは、新幹線の軌道は普通、一般人には立ち入りができず (高架上に設置されていたり、有刺鉄線のある高いフェンスで防護されていたりする)、また、法規制により自殺者の家族や近親者に追加で罰金の支払いが命じられるためである。

##### 北アメリカ
アメリカ合衆国では、連邦鉄道局の報告によると、毎年列車での自殺が300件から500件発生している。また、軌道上での自殺は鉄道軌道の近くに住む人が行う傾向にあり、火器を入手できる人は軌道上での自殺を選択しにくかった。

##### ヨーロッパ
2014年までのデータによると、ヨーロッパの鉄道軌道では毎年3千件の自殺が発生し、不法侵入に関係する負傷事故が800件発生していた。オランダでは、すべての自殺のうちの10%が鉄道軌道に関係する。ベルギーでは、鉄道の運行が軌道での自殺によって頻繁に中断されており、遺族は鉄道網の停止のよる莫大な損失を補償していると見込まれる。

##### 鉄道関係の自殺の減少

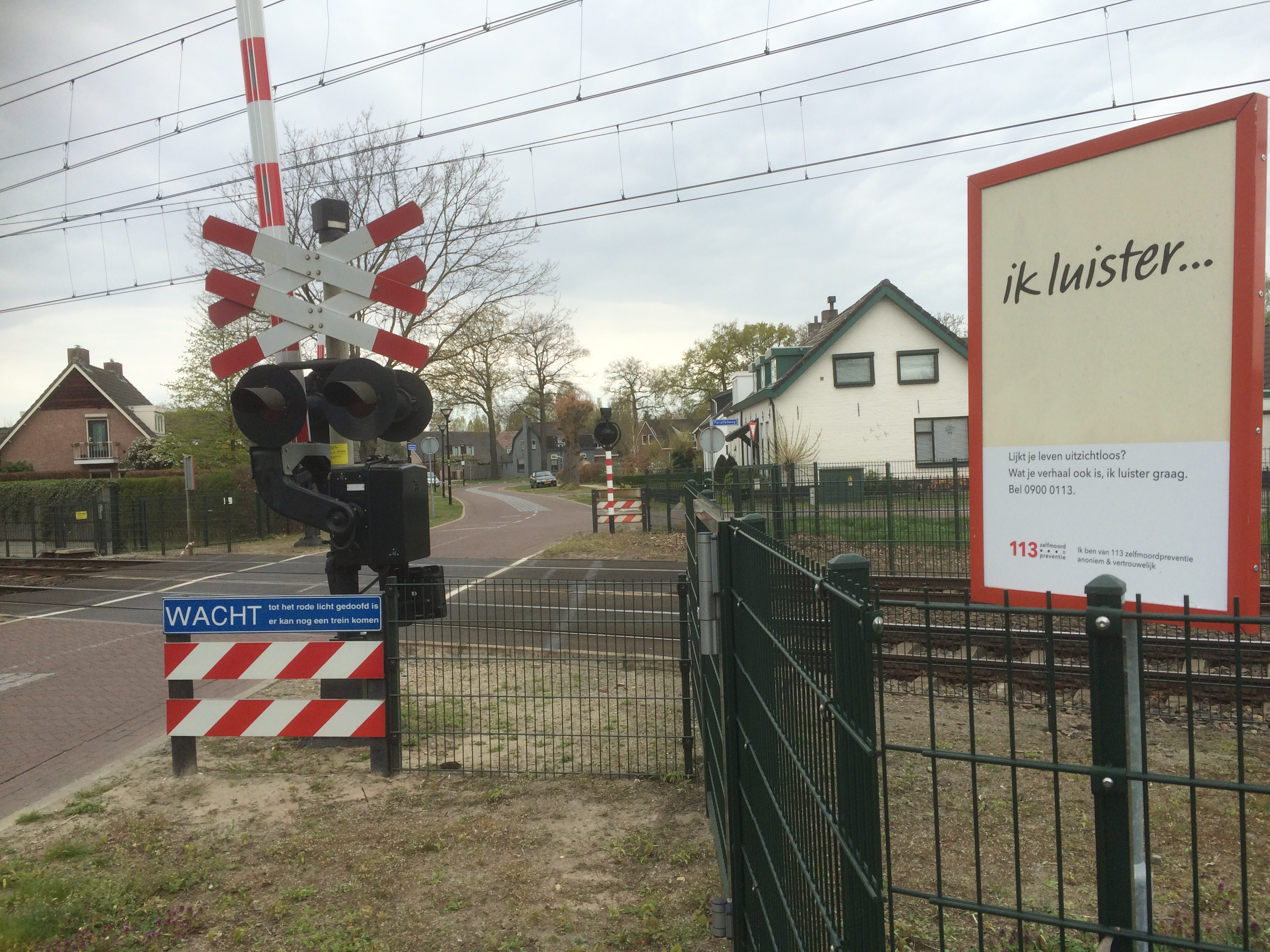
オランダの踏切の標識。自殺に関する相談の電話の利用を促進している。

鉄道関係の自殺は滅多に衝動的には発生しないという見解から、自殺が多発すると知られている場所で監視カメラを用いた行動解析の調査が行われている。駅を転々と移動する、別のプラットフォームへ移動する、他者から離れた場所にいる、多数の電車に乗らずに見過ごす、電車が入ってくる場所の近くにいるといった行動パターンが関係があるとされる。メディアの報道は鉄道での自殺の増加と関係している。
鉄道軌道への立ち入りはフェンスを設置することで制限できる。他の自殺防止策に、緑化を行って生垣を作り、自然のフェンスにするという方法や、自殺予防のための標識を設置するという方法がある。フェンスの設置や緑化は自殺を顕著に減少させるが、標識の設置はそれよりも効果が薄い。軌道沿いの緑化は列車の運転手の視界を不明瞭にする場合があるため、対策として植物の除去も提唱されている。
多くの駅でホームドアの設置により自殺件数を大幅に減少させており、特に香港で成果を上げている。日本では、気を静める青い照明を駅のプラットフォームに設置することで、自殺を84%減少させたと推定されている。
ロンドン地下鉄では、プラットフォームの排水ピットの存在により自殺の死者が半減したことが判明している。

### 一般的ではない方法

#### 病気
ゲイが自殺の手段として故意にAIDSなどの病気にかかろうとした事例が記録されている。

#### 感電
致死的な電気ショックなどを利用して自殺するという方法があるが、滅多に使用されない。感電すると不整脈が発生し、心腔が同期しなくなり、血流を減少させる。さらに、電流の大きさによってはやけども生じる可能性がある。ネブラスカ州最高裁判所のウィリアム・M・コノリー判事は、処刑の手段として電気椅子を非合法化すべきという見解を持っていたが、その理由として受刑者に激しい苦痛をもたらすことを挙げており、目的もなく身体的な暴力を加え、肉体を損傷させるという点で不必要に残虐であると述べている。20ミリアンペアの電流に接触すると死亡する可能性がある。

#### 自動車の衝突
意図的に自動車を衝突させて自殺を試みる場合がある。これは特に1人乗りで単独の車両の衝突に当てはまるが、より重量のある自動車との正面衝突で自殺しようとする人もいる。ある研究によると、自動車の衝突での自殺は他の自殺の平均と比べると4倍の比率で他者を巻き込んで死に至らしめやすい。単独の車両の衝突でさえも道路の他の利用者を負傷させる可能性がある。たとえば、自殺者を回避しようとして不意にブレーキをかけたり道を逸れたりすると、路上の他のものに衝突する可能性がある。
自動車関係の死亡者のうちの自殺の真の割合は確実には判明しておらず、自動車の利用しやすさや他の自殺の手段の利用しやすさによって変わるようだ。あるレビュー記事では、自動車の衝突の2%以上は自殺の意図に由来することが示唆されていた。スイスの研究では、自殺による死者の1%は自動車の衝突に関係していた。オーストラリアでの自殺者に対する大規模な地域調査によれば、自殺を計画した男性の約20%、女性の約10%が意図的に自動車を衝突させることを考慮しており、少数は以前に自動車を衝突させようと試みていた。

#### 焼身自殺
歴史上ではヒンドゥー教の儀式としてサティーが知られている。未亡人の夫が火葬される積み薪の中で焼身自殺するというものである。

#### 間接的な自殺
植民地時代のオーストラリアで死刑による自殺があったという根拠が存在する。残虐な扱いから逃れたい囚人が他者を殺害しようとすることがあった。宗教上のタブーから直接的な自殺を回避する必要があった。自殺で死亡した人は地獄に行くと信じられていたが、殺人を犯した人は処刑の前に罪の許しを与えられる可能性があった。最も極端な形態として、ノーフォーク島にある極めて残虐な刑務所にいる囚人の集団が自殺くじを行っていたという。囚人たちは藁の束を引き、選ばれた1人の囚人が誰かを殺害する。残りのくじの参加者はその犯行を目撃する。死刑の裁判はノーフォーク島では開廷されないことから、シドニーへ移送されることになり、島から脱出することができる。ただし、自殺くじについては存在するか不確実である。当時の証言によればこの慣習は一般的であったというが、そのような主張はおそらく誇張されていると見られている。

#### 動物の攻撃
肉食動物から襲われることで間接的に自殺しようとする場合がある。ワニに食べられることで自殺に成功した事例がある。
クモやヘビ、サソリなどの生物は人を殺せるほどに強力な毒を持つ。たとえば、クレオパトラ7世はマルクス・アントニウスの死を知ったとき、アスプコブラに自らを噛ませて自殺したと言われている。

#### 火口への飛び降り
火口への飛び降りは自殺の手法としては珍しい。三原山は世界恐慌の間、三原山で自殺が起きたというメディアの報道があった後、一時的に自殺の名所として有名になった。数年間、模倣自殺が続いたこともあり、火口の周辺に防護フェンスが設置された。

#### 航空機の利用
20世紀末が近づくころ、アメリカ合衆国では毎年1・2名の操縦士が航空機で自殺を試みて死亡していた。当時、操縦士は普通、単独で飛行しており、しばしばアルコールや薬物を使用していた。操縦士が殺人自殺を行った事例はごく少数だが、発生すると時には大勢の罪のない人々を巻き込むことになる。2015年3月24日、ジャーマンウイングスの副操縦士が故意にジャーマンウイングス9525便をアルプス山脈のフランス側に墜落させて自殺し、150名もの人を巻き込んで殺害した。2014年のマレーシア航空370便墜落事故も操縦士の自殺が原因である可能性が指摘されている。操縦士が使用したフライトシミュレーションアプリケーションに自殺説を支持する証拠が発見されている。

#### スカイダイビング
スカイダイビングでの自殺の事例が数件記録されている。故意にパラシュートを開傘させなかったり、自由落下中にパラシュートを取り外したりした例がある。